# 1864年伦敦条约
1864年伦敦条约是关于英国将伊奥尼亚群岛合众国割让给希腊的条约，自1815年巴黎条约签订之后，英国在该群岛上设立了非军事的保护国。
伊奥尼亚群岛合众国包括伊庇鲁斯和伯罗奔尼撒沿海的七个岛屿，这些岛屿1797年之前被威尼斯控制，避免了被奥斯曼帝国统治。七个岛屿中，六个位于希腊大陆西海岸的伊奥尼亚海，这六个岛分别是克基拉島、伊萨基岛、帕克西岛、凯法利尼亚岛、扎金索斯島和萊夫卡斯島。基西拉岛也是联邦的州，尽管它位于伯罗奔尼撒半岛的东南方。
自从1832年希腊独立以来，伊奥尼亚群岛的人民一直对外国统治感到不满。在1862年的一次内阁会议上，英国外交大臣帕默斯顿决定将这些岛屿割让给希腊， 维多利亚女王也赞成这一政策。实际的理由是，维持该地区的所有权成本过于昂贵，同时这些岛屿没有太大的战略意义，割让这些地区后英国仍可以通过马耳他岛保持在地中海地区的战略存在。
割让这些岛屿的决定还受到了丹麦王子乔治被选举为希腊国王的影响，在1862年11月的全民公决中，希腊人选举维多利亚女王的次子阿尔弗雷德亲王为国王，部分原因是希望获得伊奥尼亚群岛。但是根据1832年的伦敦条约规定英、俄、法三国不能以自己的王族作为希腊国王，于是英国转而提出由丹麦的威廉王子作为希腊国王，并在1863年的议会中一致通过，宣布为希腊国王乔治。
经过与希腊的长期谈判，1864年3月29日，希腊代表Charilaos Trikoupis签署了《伦敦条约》。1864年5月2日，英国人撤离了伊奥尼亚群岛，群岛成为希腊王国的三个省，同时英国保留了使用科孚岛港口的权利。
这可以看作是英国自愿非殖民化的第一个例子。